# Olga Leonardowna Starinowa
Olga Leonardowna Starinowa (russisch Ольга Леонардовна Старинова; * 14. August 1963 in Kuibyschew (seit 1991 Samara)) ist eine sowjetische bzw. russische Physikerin und Hochschullehrerin.

## Leben
Von 1980 bis 1986 studierte Starinowa an dem nach Sergei Koroljow benannten Kuibyschewer Luftfahrt-Institut in der Luftfahrzeug-Fakultät. Sie blieb dann dort und lehrte nun. Nach dem Ende der Sowjetunion wurde das Institut 1991 die Samaraer Staatliche Aero-Kosmos-Universität.
Nach erfolgreicher Verteidigung ihrer Kandidat-Dissertation über Methoden und Algorithmen für die Optimierung von interplanetarischen Flugbahnen von Raumfahrzeugen mit Kernenergie- bzw. Solar-Triebwerken geringer Schubkraft wurde Starinowa 1996 zur Kandidatin der technischen Wissenschaften promoviert. Die Ernennung zur Dozentin erfolgte 2002. Sie verteidigte 2008 ihre Doktor-Dissertation über iterative Optimierungsmethoden für ballistische Netzwerke interplanetarischer Missionen geringer Schubkraft mit Erfolg für die Promotion zur Doktorin der technischen Wissenschaften. Sie leitet den Lehrstuhl für Flugdynamik und Steuerung. Als führende wissenschaftliche Mitarbeiterin arbeitete sie im Forschungsinstitut für System-Projektierung der Universität.
Als Mitglied einer Forschungsgruppe ist Starinowa an der Entwicklung eines einzigartigen Sonnensegels beteiligt, das Geschwindigkeiten bis zu 120.000 km/s erreichen kann.

## Mitgliedschaften
- Internationale Akademie für Navigation und Steuerung
- Association Aéronautique et Astronautique de France (AAAF)
- Russische Ingenieur-Akademie (Beraterin)
- Expertengruppe der Russischen Agentur für Kontrolle von Bildungsqualität und karriere-Entwicklung (AKKORK) zusammen mit der Agentur für zertifizierte Bildungsqualität Andalusiens (DEVA-AAC) und der Zentralen Evaluations- und Akkreditierungsagentur (ZEvA)[5]